# Azize Tanrıkulu
Azize Tanrıkulu (Ankara, 9 febbraio 1986) è una taekwondoka turca.

## Palmarès

### Olimpiadi
- 1 medaglia:
  - 1 argento (Pechino 2008 nei 57 kg)

### Europei
- 1 medaglia:
  - 1 oro (Riga 2005 nei 63 kg)

### Universiadi
- 1 medaglia:
  - 1 oro (Izmir 2005 nei 63 kg)

### Coppa del Mondo
- 1 medaglia:
  - 1 argento (Bangkok 2006 nei 63 kg)